# Grethe Otto
Grethe Otto (9. november 1904 – 31. december 1995) blev i 1931 Statsradiofoniens anden kvindelige radiospeaker. Hun blev valgt i et felt på 36 ansøgere. Hun blev i 1936 gift med regissør og skuespiller Knud Orla Schrøder, der også var ansat ved Statsradiofonien først i "Stærekassen" på Kongens Nytorv og derefter i Radiohuset på Rosenørns Allé, hvor det senere blev til Danmarks Radio. Hun var ansat som speaker frem til 1973.